# 1 Tessalonicenses 1
1 Tessalonicenses 1 é o primeiro capítulo da Primeira Epístola aos Tessalonicenses, de autoria do Apóstolo Paulo (com o apoio de Silas e Timóteo), que faz parte do Novo Testamento da Bíblia.

## Estrutura
1. Saudação, v. 1
2. Elogio à igreja
a) Por sua fé e seu serviço dedicado, v. 2-4
b) Por sua receptividade espiritual, v. 5,6
c) Por sua influência exemplar, v. 7,8
d) Por abandonarem a idolatria e por sua esperança espiritual, v. 9,10

## Manuscritos originais
- O texto original é escrito em grego Koiné.
- Alguns dos manuscritos que contém este capítulo ou trechos dele são:
  - Papiro 46
  - Papiro 65
  - Codex Vaticanus
  - Codex Sinaiticus
  - Codex Alexandrinus
  - Codex Ephraemi Rescriptus
  - Codex Freerianus
  - Codex Claromontanus
- Este capítulo é dividido em 10 versículos.